# 치아문단순적소미호
《치아문단순적소미호》(致我们单纯的小美好)는 2017년 방영된 중국 드라마이다. 한국어로는 ‘우리의 순수하고 아름다웠던 시절에게’, ‘우리의 순수하고 아름다운 한 때’ 등으로 해석된다. 현재 한국 넷플릭스에서는 ‘아름다웠던 우리에게’라는 제목으로 VOD 서비스가 제공되고 있다. 드라마는 주인공들의 고등학교 시절부터 시작해 대학을 졸업하고 직장을 다니는, 성인 때까지의 이야기를 그리고 있다. 시대 배경은 2005년부터 2015년까지이다. (원작 소설이 2015년도에 출간되었다.) 드라마는 2005년부터 시작해 7화부터 2006년, 12화부터 2007년, 17화부터 2008년으로 진행된다. 18화에서는 무려 시간이 3년이나 흐른다. 2009년 9월과 12월, 2012년 5월까지 볼 수 있다. 20화부터는 3년이 지나, 2015년도의 시간이다.

## 원작
- 《致我們單純的小美好(치아문단순적소미호)》趙乾乾(조건건)

## 줄거리
천샤오시(陈小希)는 어릴 적부터 같은 아파트에서 사는 친구 장천(江辰)을 좋아한다. 천샤오시(陈小希)가 장천(江辰), 그를 좋아하게 된 계기는 아주 사소하다. 서점에서 동생과 함께 있는 장천(江辰)의 모습을 보았다. 동생이 색연필을 사달라며 장천(江辰)에게 돈을 건네자 장천(江辰)은 그 돈으로 계산을 하는 대신, 자신의 돈으로 색연필을 사주었다. 아주 소소하지만, 특별한 계기였다. 그렇게 장천(江辰)을 좋아하게 되었다. 천샤오시(陈小希)의 시간은 장천(江辰)을 중심으로 흘러간다. 천시고등학교에 진학한 이유도 장천(江辰) 때문이었다. '아름다웠던 우리에게’라는 제목처럼 그들의 그때 그 시절은 어떠했길래 아름답다고 말할 수 있는 걸까? 치아문단순적소미호(致我們單純的小美好)는 천샤오시(陈小希)와 장천(江辰), 그리고 그의 친구들인 린징샤오(林靜曉), 루양(陸楊), 우보송(吴柏松)의 젊고 풋풋한 청춘들의 사랑과 우정에 대한 이야기이다.

## 회차별 제목
- 1화 : Dear, 장천

- 2화 : 나, 타도 돼?

- 3화 : 나에게 한 표를 줘

- 4화 : 자유를 향해 바람과 함께 달려!

- 5화 : 여름방학 특집극

- 6화 : 별 거 아니야!

- 7화 : 1박 2일

- 8화 : 거기 그대로 있어, 내가 찾으러 갈게

- 9화 : 상대 토론자를 주의하세요!

- 10화 : 그리고 그 곳엔 아무도 없었다

- 11화 : 즐거운 겨울

- 12화 : 네 사람의 불꽃놀이

- 13화 : 하지만 나는 너에게 뭐든 말할 수 있어

- 14화 : 깃발 아래 연설

- 15화 : 네 편이 되어줄게

- 16화 : 어떤 어른이 될거야?

- 17화 : 만약 네가 기억한다면

- 18화 : 환영해

- 19화 : 나에게 와줄래?

- 20화 : 오랜만이야

- 21화 : 악몽

- 22화 : 천샤오시, 들었지?

- 23화 : 우리의 가장 아름다운 날들

- 24화 : 번외

## 등장인물
- 배우의 이름은 한국식 한자 음으로, 배역은 중국 발음으로 기재

### 주요인물
| 배우           | 배역                | 소개 |
| -------------- | ------------------- | --- |
| 호일천         | 장천(江辰) 역       | 치아문단순적소미호(致我們單純的小美好)의 남자 주인공으로, 천시고등학교의 8반 학생이다. 프리미어리그 강호 맨체스터 유나이티드를 좋아하며, 우유 알레르기가 있다. 아버지를 일찍 여의고, 어머니와 어린 남동생과는 따로 산다. 아이큐가 200에, 성적이 매우 우수해 선생님들의 기대를 한껏 받고 있다. 그리고 매우 잘생긴 얼굴로 학교 내의 여러 여자아이들에게 관심을 받는다. 반 친구들의 이름을 외우지 않을 정도로 주변에 무심하다. 하지만 무심하기보다는 감정 표현에 서툴다는 말이 더 어울린다. 천샤오시(陈小希)가 위기에 처했을 때, 늘 생색내는 법 없이 묵묵히 도와준다. 때로는 심한 말로 천샤오시(陈小希)에게 상처를 주기도 한다. 대학 입시 중, 칭화대학교의 수학과에 진학할 것인지 아니면, 절강대학교의 의대에 진학할 것인지의 문제로 어머니와 갈등을 빚는다. 그는 결국 절강대학교의 의대에 진학해 훗날 첸장병원의 심장외과 의사가 된다. |
| 선웨           | 천샤오시(陈小希) 역 | 치아문단순적소미호(致我們單純的小美好)의 여자 주인공이다. 장천(江辰)과 마찬가지로 천시고등학교의 8반 학생이다. 공부를 잘하지 못해 선생님께 종종 꾸중을 듣곤 한다. 소설을 읽는 것과 그림 그리는 것을 좋아한다. 특히 그림 그리는 것에 소질이 있다. 도라에몽 같은 유명한 만화를 그리는 만화가가 되는 것이 꿈이다. 늘 밝으며, 긍정적인 것이 그녀의 장점이다. 장천(江辰)은 자신에게 무심하다. 하지만 그건 진짜로 무심한 게 아니라, 무심한 척 하는거다. 자신은 안다. 장천(江辰)이 한없이 따뜻한 사람이라는 걸. 그렇기 때문에 천샤오시(陈小希)는 그를 좋아한다. 장천(江辰)과 같은 대학을 가기 위해 재수를 하고, 재수 끝에 절강대학 미대에 입학. |
| 고지정(高至霆) | 우보송(吴柏松) 역   | 수영 감독인 아버지와 치매에 걸린 할머니와 함께 산다. 수영 특기생으로 천시고등학교에 전학 왔다. 전학 첫 날, 가장 처음으로 본 사람이 천샤오시(陈小希)이다. 그 날 이후로, 우보송(吴柏松)은 천샤오시(陈小希)를 ‘형님’이라고 부른다. 천샤오시(陈小希)를 좋아한다. 천샤오시(陈小希)가 장천(江辰)을 좋아한다는 사실을 알고 있었지만, 포기하지 않는다. 장천(江辰)이 그녀의 곁에서 떠났을 때도, 그는 묵묵히 천샤오시(陈小希)의 곁을 지켰다. 다른 친구들과 마찬가지로 8반 학생이다. 천샤오시(陈小希)와 함께 자전거를 타다가 어깨를 다치게 되어 수영을 하는데 불편함을 겪는다. 하지만 결국 전국 수영 선수권 대회에서 우승해 국가대표가 된다. 장천(江辰)에게 라이벌 의식을 갖는다. |
| 왕재미(王梓薇) | 린징샤오(林靜曉) 역 | 천샤오시(陈小希)의 단짝 친구로, 장천(江辰)과 우보송(吴柏松), 루양(陸楊)과도 친하게 지낸다. 가수 ‘크리스 리’의 팬클럽 활동에서 천샤오시(陈小希)의 도움을 받아 위기를 극복한 후, 천샤오시(陈小希)와 친해졌다. 의리가 넘치는 친구이며, 장천(江辰)과 리웨이(李薇)와 함께 반에서 3등 안에 드는 똑똑한 인물이다. 천문학자가 꿈이다. 운동회 준비로 발을 다쳐 보건실에 가게 되는데, 이후 여러 번 리수(李束)와 마주치며 보건 선생님인 그를 좋아하게 된다. 장천(江辰)과 천샤오시(陈小希)와 마찬가지로 절강대학교에 입학하게 된다. |
| 손녕(孫寧)     | 루양(陸楊) 역       | 천샤오시(陈小希)와 장천(江辰), 우보송(吴柏松)의 친구로, 린징샤오(林靜曉)를 좋아한다. 천샤오시(陈小希) 못지않은 천방지축이지만, 가끔은 그 누구보다 의젓한 모습으로 친구들을 감동시킨다. 선천적으로 심장이 좋지 않다. 어릴적 또래 친구들에게 괴롭힘을 당한 기억이 있다. 소설을 좋아한다. 천샤오시(陈小希)에게 소설을 추천해주기도 하지만, 취향이 맞는 일은 많지 않다. 마찬가지로 천시고등학교의 8반 학생이다. |

### 학교인물
| 배우               | 배역                | 소개 |
| ------------------ | ------------------- | --- |
| 여염(吕艳)         | 리웨이(李薇) 역     | 천시고등학교 8반 학생이다. 장천(江辰)을 짝사랑하는 인물, 동시에 천샤오시(陈小希)가 질투하는 인물이기도 하다. 반장 자리를 놓고 천샤오시(陈小希)와 경쟁을 하기도 했다. 대학 입시로 인한 극심한 스트레스로 우울증에 걸린다. |
| 왕가혜(王佳慧)     | 차오루(乔露) 역     | 천시고등학교 8반 학생이다. 리웨이(李薇)의 단짝 친구로, 천샤오시(陈小希)에게 적대감을 대놓고 표출하는 인물이다. |
| 장하호진(张何昊臻) | 리수(李束) 역       | 천시고등학교의 보건 선생님으로, 나중에 국경 없는 의사회에서 활동한다. |
| 나성석(那圣岩)     | 왕다주앙(王达庄) 역 | 천시고등학교 8반 학생으로, 감초 역할을 톡톡히 하는 인물이다. 깝죽거리다가 늘 선생님께 구박받는다. 가르마를 탄 머리가 매력적이다.                                                                                         |

### 병원인물
| 배우           | 배역              | 소개 |
| -------------- | ----------------- | --- |
| 주자형(周紫馨) | 쑤무(苏木) 역     | 장천(江辰)의 동료 의사로, 첸장병원의 정형외과 의사이다. 아무도 이해 못하는, 썰렁한 개그를 하는 것이 특징이다. 천샤오시(陈小希)의 아버지 담당 의사이기도 했다. |
| 하초림(何俏霖) | 좡동나(庄冬娜) 역 | 쑤무(苏木)의 환자이다. 쑤무(苏木)의 추천으로 장천(江辰)의 가짜 여자친구 노릇을 한다.                                                                          |

## OST
| #  | 제목                                                                 | 작사   | 작곡   | 노래           | 재생 시간 |
| -- | -------------------------------------------------------------------- | ------ | ------ | -------------- | --------- |
| 1. | 〈내가 널 얼마나 좋아하는지, 넌 알게 될 거야(我多喜欢你, 你会知道)〉 | 杨凯伊 | 杨凯伊 | 왕준기(王俊琪) | 3:13      |
| 2. | 〈꿈일거야(是梦吧)〉                                                 | 杨凯伊 | 杨凯伊 | 호일천(胡一天) | 3:55      |
| 3. | 〈소미호(小美好)〉                                                   | 杨凯伊 | 解男   | 풍가기(冯佳琪) | 4:27      |

## BGM
- 与你有关的开始 (너와 관련된 시간) | 解男

- 江辰, 好久不见 (장천, 오랜만이야) | 解男

- 日常犯二 | 彭熊轶男

- 逐梦 (꿈을 꾸다) | 彭熊轶男

- 生命中出现的你 (내 삶에 나타난 그대) | 解男

- Joyful Time | 解男

- 她一直都在 (그녀는 줄곧 있었다) | 解男

- 狂奔的小宇宙 (미친듯이 달리는 작은 우주) | 解男

- 被收藏的时光 (소장된 시간) | 解男

- 一个戏精的自我修养 | 解男

- 我就是速度 | 张博伦

- 来一场对决吧 (한판 붙자) | 彭熊轶男

- 朦胧画面中的我们 (희미한 화면 속에 우린) | 解男

- 我敢打赌没人发现 (아무도 찾지 못할 걸) | 彭熊轶男

- 那一刻仿佛时间静止 (그 순간이 멈춰버린 듯) | 解男

- 暖月 (따뜻한 달) | 解男

- Sun Day | 解男

- 成年人所谓的幽默 (성인이란 이른바 농담이다)| 解男

- 再见,小希 (안녕, 샤오시) | 解男

- 什么也没看见,就好了 (아무것도 보이지 않았는데, 괜찮아) | 彭熊轶男

- 你觉得我是小可爱吗 (넌 내가 귀엽다고 생각하니) | 彭熊轶男

- 我就静静看你演戏 (나는 조용히 네가 연기하는 것을 보고 있어) | 彭熊轶男

- 别管我了行吗 (상관하지마) | 张博伦

- 原来,你都懂 (알고 보니, 너는 벌써 다른 남자를 만나고 있구나) | 彭熊轶男

- 暖暖的你的笑 (따뜻한 너의 미소) | 彭熊轶男

- 说不出来是什么滋味 (무슨 말인지 모르겠어) | 彭熊轶男

- 什么鬼? (어떤 놈이야?) | 彭熊轶男

- 我再想想办法 (나는 다시 생각해봐야겠어) | 彭熊轶男

- 大写的尴尬 | 解男

- 不安 (불안) | 解男

- 晨曦安可曲 (고요한 아침 햇살) | 解男

- 致未来 (미래를 향하여) | 解男

## 방송 플랫폼
| 플랫폼                                                         | 국가       | 첫 방송 날짜     | 방송 시간                                                             |
| -------------------------------------------------------------- | ---------- | ---------------- | --------------------------------------------------------------------- |
| 중국 텐센트 TV                                                 | 중국       | 2017년 11월 9일  | 매주 목, 금 오후 8시 하루에 두 편 업데이트 회원은 한 주 미리보기 가능 |
| CHOCO TV                                                       | 중화민국   | 2017년 11월 23일 | 매주 목, 금 오후 9시 하루에 두 편 업데이트                            |
| Astro双星 Astro双星HD                                          | 말레이시아 | 2017년 12월 22일 | 매주 월요일부터 금요일 오후 6시부터 7시까지                           |
| Youtube                                                        | 미국       | 2017년 11월 24일 | 모든 회차                                                             |
| 넷플릭스 옥수수 왓챠플레이 네이버N스토어 올레TV 비디오포털(U+) | 대한민국   | 다운로드         | 모든 회차                                                             |

## 이모저모
- 드라마 한 편마다 클립 영상이 존재한다. 본편이 끝났다고 다음 영상으로 넘어가지 말 것!
- 드라마는 여자 주인공 천샤오시(陈小希)의 나레이션으로 시작하여, 남자 주인공 장천(江辰)의 나레이션으로 끝이 난다.
- 중국에서는 시청 등급이 15세 이상이나, 한국에서는 12세 이상이다.
- 조건건(趙乾乾)의 소설《致我們單純的小美好(치아문단순적소미호)》는 한국 출판사인 현암사와 정식 계약을 체결해 2018년 8월, 한국어 버전의 소설이 출간되었다. 두 권으로 이루어져있다.
- 보건 선생님 역의 배우 장하호진(张何昊臻)은 96년생으로, 고등학생 역의 남자 주인공 배우 호일천(胡一天)보다 3살 어리다. 호일천(胡一天)은 93년생. 참고로 여자 주인공 역의 배우 심월(沈月)은 97년생이다.

## 수상
- 2017 텐센트 미디어 성광대상 잠재력 있는 드라마 남자 배우상- 호일천(胡一天)[1]